# Municipio de Smith (condado de Lincoln)
El municipio de Smith (en inglés: Smith Township) es un municipio ubicado en el condado de Lincoln en el estado estadounidense de Arkansas. En el año 2010 tenía una población de 552 habitantes y una densidad poblacional de 2,89 personas por km².

## Geografía
El municipio de Smith se encuentra ubicado en las coordenadas 33°50′28″N 91°40′29″O / 33.84111, -91.67472. Según la Oficina del Censo de los Estados Unidos, el municipio tiene una superficie total de 191.12 km², de la cual 189,91 km² corresponden a tierra firme y (0,63 %) 1,2 km² es agua.

## Demografía
Según el censo de 2010, había 552 personas residiendo en el municipio de Smith. La densidad de población era de 2,89 hab./km². De los 552 habitantes, el municipio de Smith estaba compuesto por el 98,01 % blancos, el 0,91 % eran afroamericanos, el 0,18 % eran asiáticos, el 0,54 % eran de otras razas y el 0,36 % eran de una mezcla de razas. Del total de la población el 1,63 % eran hispanos o latinos de cualquier raza.